# Foshan Open
The Foshan Open is een golftoernooi op de agenda van de Europese Challenge Tour en de Chinese Golf Association.
Het wordt gespeeld op de Foshan Golf & Country Club, die tussen Foshan en Guangzhou ligt. De club heeft een 18-holes kampioensbaan met een par van 72 en een groot clubhuis van 8000m2. De club is eigendom van New World China Land en wordt beheerd door de Asian Pacific Leisure Group (APLG).
Er doen 126 spelers mee, 63 van de Challenge Tour en 63 Chinese spelers.

## Winnaars
| Jaar | Winnaar      | Score | Score | Prijzengeld |
| ---- | ------------ | ----- | ----- | ----------- |
| 2013 | Nacho Elvira | 274   | -14   | US$ 350.000 |

## Golf in China
In 2004 waren er maar 175 golfbanen in China, dit aantal was uitgebreid tot 600 in 2009. Het grootste golfcomplex ter wereld is Mission Hills, waar twaalf 18-holes golfbanen zijn.
Met de Olympische Zomerspelen 2016 in gedachte wil China veel toernooien organiseren om haar spelers ervaring te laten opdoen. Zo hebben ze het China Open (1995), het WGC - HSBC Champions (2005) en het Suzhou Ladies Open. Internationaal doen steeds vaker Chinese spelers mee zoals Tianlang Guan, Wen-chong Liang, Ashun Wu, Lian-wei Zhang en de jonge Wocheng Ye waar veel van verwacht wordt. 